# Okounek černý
Okounek černý (Micropterus dolomieu) je druh sladkovodní ryby z čeledi okounkovitých řádu Centrarchiformes, historicky řazená do sběrného řádu Perciformes. Jeho domovským prostředím jsou řeky Severní Ameriky, horní a střední část povodí Mississippi, řeka svatého Vavřince, Velká jezera a povodí Hudsonova zálivu.
V českých zemích se coby nepůvodní druh vysazený v roce 1889 neuchytil.